# Chaima Nihal Guemmar
Chaima Nihal Guemmar, née le 24 mars 2003, est une escrimeuse algérienne.

## Carrière
Chaima Nihal Guemmar est médaillée d'or en fleuret par équipes et médaillée de bronze en fleuret individuel aux Jeux africains de la jeunesse de 2018 à Alger.
Elle est médaillée de bronze en fleuret par équipes aux Championnats d'Afrique d'escrime 2019 puis médaillée d'argent en fleuret par équipes aux Championnats d'Afrique d'escrime 2022.